# Volumecontractie
In de chemie spreekt men van volumecontractie (volumevermindering), wanneer bij het mengen van verschillende vloeistoffen het volume van het mengsel kleiner is dan de som van de volumen van de afzonderlijke zuivere vloeistoffen. Het volumeverschil wordt excesvolume {\displaystyle V^{\mathsf {E}}} genoemd en is bij een volumecontractie negatief.
{\displaystyle {\begin{aligned}V^{\mathsf {E}}&=V_{\text{mengsel}}-\sum V_{\text{zuivere stof}}\\&=\sum n_{i}\left({\bar {V}}_{i}-V_{\mathrm {m} ,i}^{\ast }\right)\end{aligned}}}
waarbij {\displaystyle {\bar {V}}} het partieel molaire volume is, en {\displaystyle V_{\mathrm {m} }^{\ast }} het molaire volume van de zuivere component. Het wordt ook als een molaire grootheid gegeven:
{\displaystyle V_{\mathrm {m} }^{\mathsf {E}}=\sum x_{i}\left({\bar {V}}_{i}-V_{\mathrm {m} ,i}^{\ast }\right)}
waarbij {\displaystyle x} de stofhoeveelheidsfractie is.
Bij veel mengsels van vloeistoffen is de volumecontractie zeer klein of niet aanwezig. Bij ideale mengsels is er geen excesvolume.
De vermindering van het volume hangt niet-lineair van de mengselverhouding af (zie afbeelding).
De oorzaak van de volumecontractie is een verandering in intermoleculaire interacties (bijvoorbeeld waterstofbruggen) tussen de moleculen, waardoor deze een kleinere ruimte innemen.

## Ethanol/Water

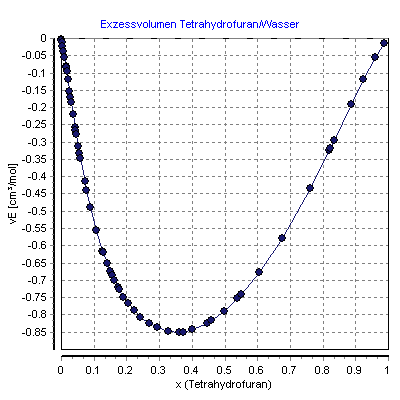
Molair volume-exces bij een mengsel van tetrahydrofuraan / water;
x is de molfractie.

Bij een mengsel van alcohol en water treedt er een duidelijke volumecontractie op. Als men bijvoorbeeld 48 ml water mengt met 52 ml ethanol, dan is het totaalvolume 96,3 in plaats van 100 ml. 

## Invloed op de aanduiding van het gehalte
Het optreden van een volumecontractie is van belang wanneer men het gehalte van een component in een mengsel uitdrukt aan de hand van een volumefractie ({\displaystyle \phi }). Soms wordt de verhouding van een volume op het totaalvolume na het mengen (en eventuele contractie) bedoeld   
{\displaystyle \phi ={\frac {V_{\text{component}}}{V_{\mathrm {oplossing} }}}}.
Soms echter, wordt er in de definitie geen rekening gehouden wordt met een eventuele volumecontractie, en wordt de volumefractie berekend aan de hand van de som van de individuele (ongemengde) volumes 
{\displaystyle \phi ={\frac {V_{\text{component}}}{\sum {V_{\text{component}}}}}}.